# Albert Octavius t'Serclaes de Tilly
Albert-Helfride-Octave t'Serclaes de Tilly (castellanitzat Alberto Helfrido Octavio Tserclaes de Tilly) (Brussel·les, 22 de desembre de 1646 - Barcelona, 3 de setembre de 1715) va ser un militar «flamenc» al servei de Felip V d'Espanya durant la Guerra de Successió Espanyola.
Mestre de camp general a Països Baixos espanyols, capità de la companyia de Reials Guàrdies de corps flamenques, virrei de Navarra, el primer capità general d'Aragó i capità general de Catalunya, Gran d'Espanya i cavaller del Toisó d'Or el 3 de maig de 1702.
Era fill de Jean Werner t'Serclaes, comte de Tilly, i de Francisca de Montmorency-Robecq. És un net d'un germà del general-mercenari Joan t'Serclaes de Tilly (1559-1632). Es casà amb Maria Magdalena de Longueval de Bucquoy.
Després de la caiguda de Barcelona el 1714 va organitzar la repressió i l'expulsió dels austriacistes, va planificar la Ciutadella de Barcelona i va ordenar el molt mal rebut tancament de la Universitat de Barcelona i la resta de les universitats de Catalunya i el seu trasllat a Cervera.
El seu germà petit, Claudi Frederic t'Serclaes (1648-1723) va servir com a general a l'exèrcit de la república de les Províncies Unides, que lluitava contra l'ocupació espanyola dels Països Baixos.